# 海の王子
- 藤子不二雄（藤本弘・安孫子素雄） > 連載 > 海の王子

『海の王子』（うみのおうじ）は、藤子不二雄による日本の漫画。当初（第9回まで）は高垣葵（高垣眸の二男）の原作だが、中盤以降は藤子不二雄の作品となる。『週刊少年サンデー』（小学館）において、1959年創刊号から1961年14号まで連載された。また、『別冊少年サンデー』や同社の学年別学習雑誌にも掲載された。藤子不二雄初の週刊誌連載漫画である。

## 概要
世界各地で起きる悪の組織による事件を海底王国カインからやって来た海の王子（以下、王子）と妹のチマがスーパー戦闘機「はやぶさ号」を駆って解決するSF冒険譚。
海の王子側のキャラクターを藤本弘が担当し、悪者側のキャラクターを安孫子素雄が担当するという藤子不二雄の2人の絵の特徴を活かした作品に仕上がっている。
後年、いしいひさいちがパロディーとして「海の叔父」という4コマ漫画を執筆している。

## 各話概要
黒いおおかみの挑戦
船を襲って積み荷を強奪する海のギャング、黒いおおかみ一味は、打倒はやぶさ号のためにチエノ博士を拉致した。海の王子とはやぶさ号の最初の冒険。
海へび大帝の猛襲
勝利の喜びもつかの間、カイン王国を謎の怪人・海へび大帝の海龍戦艦が襲う。チエノ博士に助けを求めた王子たちは、敵の根城・ミンダナオ海峡を目指す。
赤いサソリの恐怖
北極点に出現した謎の戦車は、宇宙からの侵略者だった。無人の街と化した東京で、赤いサソリと王子・チマ・博士・ハナさん、4人の戦いが始まった。
鉄の獅子の襲来
船乗りたちに伝わる「波間に現れる巨大な獅子」の怪談。それはロボット艦隊を率いる鉄の獅子の仕業だった。王子を戦闘不能に追い込んだ強敵に対し、博士の取った行動とは。
恐竜帝国の決戦
突如音信不通になったアフリカ大陸は、生物を化石化する恐竜たちの住処となっていた。王子たち、そして探検家スカンレーが参加した調査団は、徐々にその数を減らしていく…。
砂漠の鷹
サハラ砂漠で相次ぐ謎の爆発、それは地底に潜む砂漠の鷹の一団の仕業だった。砂嵐吹きすさぶ砂漠の上空で、鷹VSはやぶさの死闘が展開する。
海神ポセイドンの謎
深海調査で見つけた少年は、海底王国アトランチスの王子だった。反乱軍に占拠された王国を救うため向かったはやぶさ号を待っていたもの、それは、一切の攻撃を受けつけぬ海神ポセイドンだった。
ロケット・オリンピック
世界各国の高性能ロケット機が性能を競いあうロケットオリンピックに、日本代表として出場したはやぶさ号。世界中を回って玉拾いをする競技のリミットは午後6時。はたして勝負の行方は？
怪虫サタン
月世界探検中に行方不明になった大空博士を救出すべく、はやぶさ号と探検隊は宇宙へ飛び出す。しかし、前人未到の月面は昆虫型宇宙人に占拠されていた。
砂漠の戦艦シーラカンス
王子たちが砂漠で助けた少年は、ベガトン爆弾の設計図を盗んだスパイだった。設計図を追って砂嵐に飛びこんだはやぶさ号は、世界最終戦争の引き金になりかねないピラニア総統の野望を知る。
はやぶさ号を撃墜せよ
脱獄囚たちに乗り逃げされてしまったはやぶさ号は暴走し、そのスピードと硬い機体で進路上のあらゆるものを破壊する「走る凶器」ならぬ「飛ぶ凶器」と化した。はやぶさ号を止めるには、もう撃墜しか手がないのか？
カメレオン4D
王子たちの目の前で最新鋭戦艦が消えた。チエノ博士に助けを求めてきた日輪博士は、謎の男たちに連れ去られた。四次元世界の侵略を知った王子たちは、次元転移機を作って対抗する。
不死身のハイドラ
日本海に落ちた謎の物体は、ノア博士の侵略ロボット・ハイドラだった。不死身を誇る最大の強敵を倒すため、王子はある悲壮な決意をする…。「週刊少年サンデー」連載版最終エピソード。
海の王子の復活
世界各地で同時発生した火山の噴火は、地球を滅ぼさんとするホレー彗星人の仕業だった。未曽有の危機を救うため、海の王子とはやぶさ号が帰ってきた!!　「少年サンデー」読み切り版シリーズスタート。
まぼろしの流星
冬の夜空を飛ぶ謎の流星の正体は、超音速ジェット機・流星号だった。一度は空中分解したはずの流星号がチマたちをさらい、はやぶさ号に挑戦状を叩きつけた。
深海魚作戦
謎の海賊ヨットに貨物船が次々に襲われた。空っぽのヨットだけを残して去っていく敵に対し、王子たちはおとり作戦を展開する。
プロトンの海底都市
海に面した街を予告状通りに沈めていくプロトンは、沈めた町をつなぎ合わせて新大陸を作ろうとしていた。王子の潜入作戦は成功するか？
動くスフィンクス
前回ラストでハナさんが持ってきた事件「動くスフィンクス」の謎を解くため、砂漠のイラブ共和国に飛んだ王子たち。事件の裏には国を奪おうとする、精神動力の使い手がいた。
空飛ぶナマズ
イラブから帰国したはやぶさ号を、空飛ぶナマズの電撃が襲う。強力な電撃ではやぶさ号をも溶かそうとするナマズの一味に対し、はやぶさ号は絶縁材を用意して立ち向かう。
巨大ロボット・デビル
世界の王となる野望を持つデビルは、王子に決闘を申し込む。一週間後にネオ・ウランを奪おうとする巨大ロボット・デビルの襲撃に備え、非常線を張る防衛隊だが…!?　「少年サンデー」読み切り版ラスト。
悪魔島ゴーレム
王子たちが拾ったロケットには、地図にない悪魔島の要塞の写真が記録されていた。島の主サタンは、戦艦ゴーレム号で船舶を次々と生贄にささげる。はやぶさ号は悪魔島を探して東奔西走する。「小学四年生」読み切り。
怪物戦車マストドン
自衛隊の演習を襲って全滅させた、謎の巨大戦車。その消息を追うはやぶさ号は、東京都内のビルにたどりついた。コスチュームやはやぶさ号のデザインをリニューアルした、「小学三年生」連載版スタート。
宇宙生物ラバンダ
鳥山博士が発見した宇宙生物ラバンダは、熱エネルギーで巨大化し、金属を放射性物質に変える神出鬼没の怪物だった。それを入手せんとするスパイのミスで、ラバンダが脱走してしまった…。
まぼろし島の決戦
強力なメガトロン爆弾を作れるパーム博士が囚われるブラック連邦の基地・まぼろし島を、グルー共和国のゼブ大佐は博士もろとも破壊しようとする。無茶な作戦に異議を唱えた王子は潜入作戦を展開する。
怪人電光人間
電送装置を使って世界中を荒らすサンダー党。根城の人工衛星に潜入した王子は、電送装置と爆弾を組み合わせた恐るべき計画を知る。
魔神ハガル
秘境で行方不明になった山口博士を助けに行った王子たちは、魔神ハガルを擁する原住民に囚われて生贄にされそうになる。はやぶさ号の攻撃が効かない魔神の正体は？
ドライス星から来た男
世界を襲う突然の大寒波。それは氷に包まれた故郷から移住しようとするドライス星人の仕業だった。王子たちは雪を降らす円盤に戦いを挑む。
悪魔ブラック
「海の王子を破るものは世界を征服するもの」と言い、3人の怪人ブラック1・2・3は陸・海・空のマシンではやぶさ号に挑戦する。決闘に応じようとしない王子に対し、ブラックは各地を襲撃して挑発する。
さばくの赤いくじら
砂漠で飛行機や戦車を襲う赤いくじらは、レビアタンの擁する飛行兵器だった。太陽電池の作りだす凄まじい熱線に、はやぶさ号も行動不能に陥ってしまう。「小学三年生」ラスト。
ゆうれいはかせ
都会の真ん中に船が出現したり、ビルや人が消えたりの怪事件。それは四次元世界のドクター・ゴーストの仕業だった。「小学四年生」に掲載誌を移した、事実上の最終回。

## 登場人物
以下、登場人物たちの年齢はすべて不明である。

### 主人公・レギュラー
海の王子
本編の主人公。海底王国カインの王子。本名や年齢など詳細なデータは不明。勇敢で正義感あふれる少年で、格闘や射撃、メカの操縦などに高い能力を誇る。チマと共に愛機「はやぶさ号」のメインパイロットとして数多の悪と戦う。
先に記したように本名は不明であるが、後述のチエノ博士などの協力者や敵はおろか、臣下であるザイル博士や潜水艦隊司令官、さらに父親であるカイン王国国王からも「海の王子」と呼ばれる。
「黒いおおかみの挑戦」で敵探索の合間に旧知の魚たちと戯れたり、「海神ポセイドンの謎」で戦闘中に射撃の腕を得意がったりと、やや子供っぽい一面もあり、大抵はその直後にチマからツッコミが入る。
先に記したように射撃はかなりの腕前。拳銃・光線銃は左右どちらでも使えるらしく、「深海魚作戦」では左手で銃を構えたと思ったら次のコマでは右手に持ち替えていたシーンが存在した。また、その身体能力の高さを生かし、「はやぶさ号を撃墜せよ」では音速で飛ぶ（空中分解寸前の）ジェット機から同じく音速で飛ぶはやぶさ号に乗り移る離れ業を披露した。
変装も得意であり、敵陣に潜入する、もしくは敵味方を欺くなどの理由で何回か披露した（「鉄の獅子の襲来」など）。なお、変装の際にも帽子は外さない。
音や光の形で発信されたモールス信号を機械なしで解読する特技があり、「砂漠の戦艦シーラカンス」「悪魔ブラック」で味方の発したメッセージをその場で理解した。
チマ
副主人公（ヒロイン）。海の王子の妹。優しくて勇気のある芯の強い少女で「はやぶさ号」のサブパイロットを務める。兄を冷静沈着にサポートする。王子不在時にはメインパイロットを務め、敵との戦闘もザコクラス相手ならこなせる。
王子ほかレギュラー男性陣がしゃべっているのを黙って聞いているシーンが多いため、一見すると無口な印象が強いが、しかるべき時には普通によくしゃべり、感情表現も豊かである。たまに王子やハナさんなどへのツッコミ役になることも。
先述した芯の強さは「海神ポセイドンの謎」にて、敵ゴリアスに囚われ「降伏するように言わないと死刑」と脅されながらも平然と「負けないで戦ってください」と言ってのけるシーンにも表れている。直後に処刑されかかるが、その際にも取り乱す様子を決して見せなかった。また、その芯の強さゆえに泣くこともなく、全編通して明確に涙を流したシーンは「恐竜帝国の決戦」において王子が化石光線に倒れたときと、その石化から復活したときのみである（「怪虫サタン」にて死んだと思われたハナさんたちの葬式において王子に「泣くなよ」と言われたことはある）。
戦闘時には敵の襲来や攻撃に驚くリアクションを見せることもあるが、それでもパニックに陥ることはなく、直後に出される王子の指令を正確に守り、はやぶさ号の武器や能力を行使する。「黒いおおかみの挑戦」などで王子の危機を救いに登場したり、「砂漠の戦艦シーラカンス」で機銃の音でモールス信号を打って王子にメッセージを伝えたり、「深海魚作戦」や「魔神ハガル」で敵攻略のヒントを思いついたりと、かなりの賢さを見せる。
悪に対する闘志も兄に負けず劣らずで、「鉄の獅子」で王子が毒に倒れて戦えない状況で敵が襲来、というときに「自分ひとりでも戦う」と発言したことも。また、苦境に立たされてふと弱音を吐く王子を叱咤激励する場面もあちこちで見られた（「黒いおおかみの挑戦」など）。
また、現在でいうブラコンの一面があり、「黒いおおかみの挑戦」のラストで王子に一緒に来るかと聞かれて「おにいさまと一緒ならどこへでも行くわ」と発言したり、「不死身のハイドラ」で敵を倒すためのある危険な行動の前に脱出するように言われて「わたしたちきょうだいじゃないの、こんなときこそ力を合わせるのよ」と拒否した。また「鉄の獅子の襲来」など、王子と再会したときに彼に飛びついて喜びを表現する場面が度々見られた。実際に兄妹仲は非常によく、王子がチマに冷たい態度を取ったのは「恐竜帝国の決戦」で単独で敵基地に乗り込もうとする王子に対し「私も連れてって」とすがるチマを「ぐずぐず言ってるひまはないんだ」と強い口調でたしなめた時と、「海神ポセイドンの謎」でスパイ潜入の事態に対し、敵味方を欺く芝居で「むこうへ行け。ぼくは一人になりたいんだ。」と突き放した2回だけである。「砂漠の戦艦シーラカンス」では不眠不休で行動する王子を気遣ってお茶の中に眠り薬を仕込むという、ただ従順なだけではないしたたかな一面も見せた。
王子は決して帽子を取らないが、チマは眠るときに帽子を取った姿を2回ほど確認できる。肩のあたりまで伸びた髪を首の後ろで縛っている。
原作者・高垣葵によると「チマ」という名前は「小魔」と書き、いわゆる小悪魔的なイメージがあるとの事。高垣が原作を書いたいろいろなドラマで使用されているらしい。
なお、学習雑誌版では王子・チマともコスチュームが一新し、後述のはやぶさ号のデザインも変更された。また、カイン王国の設定も省略され、「太平洋のどこかに住む謎の少年」と呼ばれていた。チマの王子に対する呼び方も「おにいさん」に変更された。
チエノ博士
東京都内に「チエノ科学研究所」を構える世界でも有数の天才科学者。はやぶさ号を改造したり数々の新兵器を開発するなど高い技術力を持つ。王子・チマの最大の理解者。
「黒いおおかみの挑戦」冒頭では奪われたウラン鉱を王子が取り返し、博士のもとに届けた。その包みについていた名刺から「海の王子」の存在を知る。その後キーン指令の誘いで原子力潜水艦サーチライト号の試運転に同乗したところ、キーン司令官共々黒いおおかみ一味に囚われ、組織への協力を要請される。その後、はやぶさ号の破片からその強度を割り出し、それを破壊できる「チエノ光線」を発明した。もっとも彼の真意は、それを取り付けた潜水艦Z2号を完成時に破壊することであった。最終的に破壊するつもりでもきっちり要求に応えて見せたあたり、律義な性格であるらしい。
「海へび大帝の猛襲」でカイン王国が海へび大帝に襲撃された後、チマの提案で王子はチエノ博士に相談に来た。ここで初めて両者は顔を合わせる。その後はあらゆる事件で文字通り、王子たちの頭脳となって活躍する。
性格は基本的に冷静で温厚。「海神ポセイドンの謎」では研究中に訪ねてきた王子たちに珍しく厳しい態度を取り、関係者一同を驚かせたほど。壮年ながら事件や冒険の最前線に進んで飛び込んでいくエネルギッシュな人物。
知識の幅は非常に広く、はやぶさ号の各種装備開発はもとより、「動くスフィンクス」ではピラミッドの古代文字を資料なしでその場で解読するシーンもあった。日輪博士や大空博士など、科学者コミュニティの友人も多い。世間からの信頼も厚く、何か事件があるとハナさんやキーン指令などからインタビューや相談を持ちかけられる。もっとも「深海魚作戦」などの話では、海の王子に協力を要請するための窓口として相談を受けていた。侵略者対策の防衛会議に出席したり、月面探検などのプロジェクトチームのリーダーを務めたりすることもある。その反面、世界征服を狙う敵にとっては目の上の瘤であり、「黒いおおかみの挑戦」など刺客に襲われるシーンも度々あった。
獅子　花夫（しし　はなお）
「赤いサソリの恐怖」より登場。「サンデー・ニュース」社会部の新聞記者。通称「ハナさん」。事件を嗅ぎつける嗅覚に優れており、特ダネのためならどんな場所にも行く。
「赤いサソリの恐怖」では原子力潜水艦「あけぼの」の北極横断航海を取材しようと、潜望鏡にしがみついているのを発見された。その後サソリ戦隊が日本を襲撃する段になって、研究所（先に出た「チエノ科学研究所」とは別の施設）から逃げない博士に付き添い「赤いサソリの写真を取る」と豪語する（結果として失敗に終わる）。その後は避難した地下50mの研究所で王子たちと合流、力を合わせてサソリ艦隊と戦う。以降、王子や博士の友人として様々な事件に遭遇した。
大食漢で常にお腹を空かしており、「深海魚作戦」では「五日分の食糧が三日も持たない」と海上保安庁の乗員が悲鳴を上げていた。「一日五回食べないと死んじゃう」「腹が立つと腹が減る」など、食べることに関する迷言も多い。
利き手は話によって違い、多くの話でメモをとるときペンを右手、手帳を左手に持っている一方で、「赤いサソリの恐怖」で機関銃を左脇で構えていたり、「鉄の獅子の襲来」で腕時計を右手首にはめていたりと、左利きらしい描写がある。
海の王子の熱烈なシンパで、王子を馬鹿にする人間に対しては、たとえそれが軍の高官であろうとも食ってかかる。はやぶさ号の勝利には大はしゃぎして全身で喜びを表現し、また「不死身のハイドラ」では、生死不明になった王子を心配して人目をはばからず大声で泣いたりと、4人の中で最も感情表現が豊かである。
基本的にコメディリリーフであるが、柔道の達人であり、基本的に臆病ながらいざというときは剛胆なところもあるため、「鉄の獅子の襲来」など生身での活躍で王子たちを助けることもあった。「赤いサソリの恐怖」「海神ポセイドンの謎」などでは機関銃・拳銃などの小火器を使用。相手の持っている通信機だけを撃ち落とすなど、素人の域を超えた腕前の持ち主。また、サバイバル能力もずば抜けており、「さばくの赤いくじら」や「悪魔島ゴーレム」で披露された。「海の王子の連絡係」を自称したり、敵をおびき寄せるための作戦に従事したりするケースも。
基本的にジャーナリストとしても有能で良心的な人物だが、「まぼろしの流星」では自分が書いた記事でチエノ博士の発言を捏造して怒られていた。
その行動力ゆえに人と関わることも多く、「恐竜帝国の決戦」のスカンレー、「怪虫サタン」の春夫など、ゲストキャラクターとコンビを組んで話を盛り上げることも多い。

### 協力者
キーン司令官
「黒いおおかみの挑戦」などに登場する、アトム連邦軍の司令官。チエノ博士と親交があり海の王子たちにも協力的な好人物で、共同戦線を張ることも度々あった。
「黒いおおかみ」ではサーチライト号の試運転にチエノ博士を誘って行ったところ、黒いおおかみに襲撃されて囚われの身になってしまった。首領の命令に従い新兵器を開発したチエノ博士に「黒いおおかみの仲間になったな」と激怒するも、直後に博士の説明で誤解を解き、その後完成したZ2号を博士とともに爆破しようとするも失敗した。その後は博士ともども救出された（劇中に描写はない）。「カメレオン4D」では戦艦シーホークに搭載した新ミサイル・ピースメーカーの実験に王子たちを同行させたところ、四次元人の襲撃を受ける。敵の「降伏せよ」の通信に「馬鹿にするな」と激怒して艦隊に攻撃を命じるも効果なく反撃され、王子たちがはやぶさ号で出撃しようとしたところ「シーホークみたいに君たちまで消えたら困る。今日はこのまま引き上げるんだ！」と全艦に退却を命じた。やや激昂しやすい一面はあるものの、基本的には引き際を見極める判断力と決断力を備えた優秀な指揮官であることがうかがえる。
国王
「黒いおおかみの挑戦」「海へび大帝の猛襲」に登場。カイン王国の国王で、王子・チマの父親。「黒いおおかみ」ラストで救出された王子たちを見舞い、「もうひと働きしてもらわなければならん」と告げた。という事は、王子たちが悪と戦うのはこの人物の意思・指示でもあるということになる。その後、王国を襲撃した海へび大帝の手により、ザイル博士共々囚われの身となった。なお、国王の妻・王子兄妹の母に当たる王妃的な人物は登場していない。
ザイル博士
「海へび大帝の猛襲」に登場。カイン王国の技術者で、はやぶさ号の制作者。先の戦いで損傷したはやぶさ号を修理・強化し、氷結弾などの新たな武装を加えた。その後、海へび大帝の手により囚われの身となり、王子兄妹に救出された。
潜水艦隊司令官
「海へび大帝の猛襲」に登場。カイン王国の潜水艦隊を指揮する軍人。王国を襲う魚雷群の発射地点であるミンダナオ海溝へ艦隊を率いたところ、大帝の小型潜水艇の大群に襲われ、彼の乗る鑑を含む二隻を残して全滅してしまった。

### 敵組織・怪人・対戦相手など
黒いおおかみ
「黒いおおかみの挑戦」に登場した、海の王子の最初の敵。別名ブラックシャーク団。もともと王子らは黒いおおかみを追って地上に姿を現した。物語開始前から両者は対決を繰り返していたらしい。潜水艦Z1号を操る海のギャング団で、死海のほとりにアジトを構える。世界征服のために暗躍していたが海の王子によってZ1号が大破、その後Z2号を駆って海の王子に決戦を挑むも、はやぶさ号の決死の体当たりにより敗北、さらにアジトの場所がアトム連邦軍に明かされ組織は壊滅した。
大ダコ
「黒いおおかみの挑戦」の最終決戦で、Z2号を破壊された黒いおおかみ首領が逃げ込んだ水中洞窟に潜んでいた巨大なタコ。その怪力で首領と王子を捕らえるも、助けに来たチマから水中銃を受け取った王子に退治された。
海へび大帝
カイン王国を大量の魚雷で襲撃していた怪人。ミンダナオ海溝に基地を構える。海龍戦艦（シードラゴン）と潜水艦隊の力によりカインを滅ぼし、王とザイル博士を捕える。その後日本制服を企んで巡視船「くろしお」を襲撃、他の船を片っ端から沈める幽霊船に仕立てた。しかし王子の策で海底要塞に乗り込まれ、王と博士を取り返された。最後ははやぶさ号との一騎討ちに敗れシードラゴンは大破、海へび大帝は戦死した。
赤いサソリ
別の惑星から地球に攻めて来た宇宙人で、「赤いサソリ」とは彼らの乗るサソリ型ロボットの外見からくる通称。彼らの駆るサソリタンクは強力なバリアに守られ、当初ははやぶさ号ですら手も足も出なかった。しかしチエノ博士の開発したはやぶさロケットにより形勢は逆転、はやぶさ号とキーン司令官のジェット機編隊の前に主力部隊を壊滅させられ地球から撤退していった。
鉄の獅子
突如として現れたライオン型の鉄人。ライオン戦艦やロボット戦艦、ゴルゴンなどを駆使して一度は海の王子を昏睡状態にまで追い落とすが、チエノ博士が開発した食鉄虫やハナさんの捨て身の活躍により追い詰められ、ライオン戦艦と共に海の藻屑になった。
恐竜帝国
アフリカの火山の火口の中に基地を構える悪の組織。恐竜を模した戦闘メカを多数保有し、秘密兵器「化石光線」により生きた人間を化石化する恐るべき敵。海の王子すらも化石化し、はやぶさ号を絶体絶命の窮地に陥れるが化石光線を無効化する秘石により復活した海の王子に敗れる。
ゴリアス
海底王国アトランティスの海軍大臣。反乱を起こして国を乗っ取り、王子のアポロの命を狙う。王国の守護神のロボット、ポセイドンを戦力とし、メルス艦隊やモグラ戦車も擁する。アポロ王子一派が立てこもる砦の守りの要である地峡を破壊し、陥落寸前まで追い込むも、はやぶさ号の新兵器で頼みの綱のポセイドンが破壊されると、敗北を悟り自刃した。
昆虫型宇宙人
月を橋頭堡に地球征服を目論む。怪虫サタンが怪虫戦車に似せた爆弾を入れたところで爆破されて最期を遂げる。
ピラニア国
ピラニア総統が治める、砂漠の砂嵐を隠れ蓑とする国家。原子爆弾の5万倍の威力のベガトン爆弾で世界征服を企てる。魚型のメカを有する。戦艦シーラカンスが敗れ、ベガトン爆弾も宇宙で爆発させられて総統は自害した。
カメレオン4D
4次元世界の支配者。次元転移機でやって来た日輪博士から3次元のことを知り、侵略活動を始めた。カメレオン型のメカを使う。4次元人は実体を自分たちの世界に置いたまま摩訶不思議な力を見せたが、チエノ博士が次元転移機を完成させたことで3次元人も戦えるようになる。日輪博士に0次元に送られて悉く消滅した。
ノア博士
人間を滅ぼそうとする科学者。基地の中の電子頭脳に遠隔操作されて粉々になっても復元するハイドラをはじめとする様々なロボットを作り上げ、彼らの世界の神たらんとする。巨大な基地ははやぶさ号の攻撃をも受け付けなかったが、海の王子が命がけで地殻に潜って作った海底火山の爆発で吹き飛んだ。

## 物語の舞台・劇中の地名
アトム連邦
「黒いおおかみの挑戦」などに登場する、キーン指令が所属する架空の国家。強力な軍隊を保有しているが、悪人たちの繰り出す兵器の前に手も足も出ないことが多い。なお、シリーズを通してアトム連邦の国内で展開した話は一話もなく、大抵は軍隊が日本などほかの土地に出向いて活動する。
チエノ科学研究所
「黒いおおかみの挑戦」などに登場する、様々な研究・分析設備を備えたチエノ博士の自宅兼研究所。シリーズを通して博士の妻子などの存在は確認されないが、「海へび大帝の猛襲」などで職員や研究室のメンバーが数人登場している。屋上にヘリポートがあり、はやぶさ号が着陸することも可能。王子たちの地上における拠点で、ハナさんもよく食事をごちそうになっている。「不死身のハイドラ」では、厚さ30センチの鋼鉄の扉を備えた地下室が登場。バラバラ状態から再生したハイドラの襲撃からハナさんが避難したものの、難なく扉を破られてしまった。
おおかみ島
「黒いおおかみの挑戦」に登場。日本領海にある島で、近づいた船は高潮によって必ず沈められてしまうため、近隣の漁民から恐れられていた。実は黒いおおかみ一味の秘密基地で、岩山の外見も一味のメンバーが被る覆面と同じ形をしている。調査のため近づいたはやぶさ号を機関砲や大量のロケット魚雷で攻撃するも、初披露の飛行能力で回避された。直後にはやぶさ号のメーター安全機が未知の危険を知らせたため、「今にあの島を徹底的に調べる」と誓って王子は退却した。しかし、その後戦いの舞台が地中海沿岸に移ったため、最後までおおかみ島基地は再登場しなかった。
死海沿岸
「黒いおおかみの挑戦」に登場。黒いおおかみ一味の根拠地で、潜水艦Z2号などの兵器類を作れる大工場やチエノ博士らが囚われた古城が存在する。キーン指令は隙を見て水に飛び込んで脱走しようとしたが、死海の特性（塩分が異常に濃いため、生物の体が浮いてしまう）ゆえに失敗した。
地中海の軍港
「黒いおおかみの挑戦」に登場。黒いおおかみを攻撃するための艦隊が集合していたが、一味の潜水艦Z1号の攻撃を受けて壊滅した。その直後現れたはやぶさ号と、首領の帰還命令を無視したZ1号の戦いの舞台となる。
カイン王国
「黒いおおかみの挑戦」「海へび大帝の猛襲」に登場した、王子兄妹の故郷。海底人の王国だが住人は水中呼吸はできない。いかなる経緯で生まれた国なのかなど、詳細は全く不明。はやぶさ号を作れる超科学力を持っているが、潜水艦隊は海へび大帝の戦力の前に手も足も出なかった。海へび大帝の手によって一度壊滅した後、物語ラストで再建された旨が伝えられた。
ミンダナオ海溝
「海へび大帝の猛襲」に登場。深さ一万m以上の海溝で、カイン王国を攻撃した魚雷の発射地点としてザイル博士が割り出した。実は海へび大帝の根城の海底要塞があり、出動した潜水艦隊は大帝の擁する潜水艇部隊の前に全滅した。終盤で海溝の近海に国連軍の精鋭部隊が集結し、海へび大帝の軍との最終決戦の舞台となった。
海へび大帝の海底要塞
「海へび大帝の猛襲」に登場。先述のミンダナオ海溝に存在する。囚われた国王を取り戻しに来たはやぶさ号が近づくと、磁気機雷源や巨人ロボットR1号で応戦した。はやぶさ号の魚雷を受けて外壁に穴があくも、魚雷は爆発しなかった。しかしそれは王子の乗り込んだ人間魚雷であり、結果国王とザイル博士を取り戻されてしまった。
東京湾
「海へび大帝の猛襲」などに登場。海へびのような大怪物が出現し、漁船などが被害を受けていた。その正体は海へび大帝の海龍戦艦シー・ドラゴンで、襲われた海上保安庁の巡視船「くろしお」は遠隔操縦で船を襲う幽霊船にされてしまった。その後「鉄の獅子の襲来」でも、鉄の獅子の侵略兵器ゴルゴンに上陸され大きな被害を受けた。
防衛庁
「海へび大帝の猛襲」などに登場。日本を狙う海へび大帝の猛威に対抗するため、チエノ博士らと対策会議を開く。その数日後、アトム連邦での会議から戻ってきたチエノ博士が、連邦軍と国連軍の協力を得られたことを演説していた。「鉄の獅子の襲来」でも、チエノ博士らが鉄の獅子対策会議を開いており、アトム連邦の代表が艦隊出動を提案していた。
北極
「赤いサソリの恐怖」に登場。日本初の原子力潜水艦あけぼの号が北極横断の旅に出て、無事に北極点に到達したのも束の間、謎の戦車（赤いサソリの豆タンク）の襲撃を受けてしまう。はやぶさ号は豆タンク撃破後、北極に戻って調査するも、今度は赤いサソリと豆タンクの集団に出くわしてしまう。
ブルー・ランド
「赤いサソリの恐怖」に登場した、北極近海にある島。サソリの麻酔電波で気絶した王子が自動操縦装置を作動させ、結果はやぶさ号が不時着した場所。見渡す限りの荒野で、南のほうにある町は赤いサソリの襲撃で廃墟と化していた。
東京
「赤いサソリの恐怖」などに登場。北極から来たサソリ艦隊の猛威に対し、日本政府は国民に立ち退き命令を出した。結果、大都会東京もゴーストタウンと化してしまう。その後はすっかりサソリに占領されてしまい、対サソリ研究を続けるために研究所にとどまるチエノ博士、赤いサソリを写真に撮ろうとするハナさん、彼らと合流した王子とチマ、そして一人取り残されてサソリに追われていた少年の五人だけが残った。その後「海の王子の復活」などでも侵略者の攻撃を受けて火の海になったりしている。
チエノ博士の研究所（その2）
「赤いサソリの恐怖」などに登場した、先述の研究所とは別の施設。博士の別荘もしくは別邸らしい。こちらは都内のビルの一室で、地下に研究施設（後述）を備える。「はやぶさ号を撃墜せよ」では脱獄囚に逃げ込まれ、庭に停めておいたはやぶさ号を乗り逃げされてしまった。
地下研究所
「赤いサソリの恐怖」でサソリ艦隊に日本が占領された際に、博士とハナさんが避難した研究施設。その後王子兄妹と、赤いサソリに追われていた少年が合流。いわゆる地下シェルターの機能を兼ね備えており、地下50mに存在、博士いわく扉は「原爆にもびくともしない」らしい。地上の様子をうかがうレーダーや監視カメラ、研究のための設備を備える。内部はかなり規模が大きく、地中潜行して襲ってきた豆タンクとはやぶさ号が対峙してもなお空間に余裕があった。最終的にサソリの地下ミサイル攻撃で崩壊の危機に瀕したため、博士と少年は排気口から脱出した。
マワイ群島
「赤いサソリの恐怖」で登場した、太平洋の島。謎の巨大戦闘機を追ってはやぶさ号が着陸した。アトム連邦の地下秘密基地があり、毎日二百機のジェット機が作り出せる生産能力を持った工場が存在する。結果3,000機の大型ジェット機を擁する、サソリ艦隊に対する人類反撃の拠点となった。地名はマウイ島とハワイのもじり。
南太平洋
「鉄の獅子の襲来」に登場。頻発する海難事件に際して「波間に巨大な獅子が現れ、船を引き寄せ飲み込む」という噂が広まっていた。事件の取材に向かったハナさんの船も襲われ、そして同じく調査に向かったはやぶさ号は鉄の獅子のライオン溶鉱炉と遭遇する。
ライオン島
「鉄の獅子の襲来」に登場。太平洋のどこかにある人工島で巨大な要塞になっている。接近してきたはやぶさ号に対しては熱戦や機銃、対空砲、戦闘機隊で応戦するも返り討ちにあう。しかし最後に発射したサーベル弾ははやぶさ号の機体を何本も貫通し、さらに塗られていた毒で海の王子を昏倒させ、撤退させる威力を示した。その後飛来してきた偽はやぶさ号の編隊を撃墜したところ、チエノ博士が開発した食鉄虫の集団に襲われ、要塞の砲身や手下のロボットが消滅したり表面にいくつも穴をあけられてしまったりの被害を被る。これに対し鉄の獅子は全砲口からの放水で食鉄虫を洗い流して対応した。鉄の獅子がライオン戦艦とともに倒されたあと、この要塞がどうなったかは不明。
サンデー・ニュース社
「鉄の獅子の襲来」などに登場した、ハナさんの勤務先。社会部でハナさんが鉄の獅子に襲われた武勇伝を語っていたところ、海上警察のライオン島攻撃予定の一報が入り、ハナさんはチエノ博士に連絡した。「海の王子の復活」では頻発する火山の斜め噴火の取材のため、デスクは空腹のハナさんをこき使った。ハナさん曰く「うちの部署は人使いが荒いなぁ」。なお、「怪人電光人間」にてハナさんは「サンデー・タイムス記者」と名乗っていた。海外に支局を持つ程度の規模の新聞社ではあるようで、「プロトンの海底都市」のラストではカイロ支局の名前が出た。名称は連載誌の『週刊少年サンデー』から。
海上警察
「鉄の獅子の襲来」に登場。海上保安庁や海上自衛隊とは別の組織。日本近海の警察活動を司る存在で、強力な艦隊を保有しているらしい。鉄の獅子のライオン島に対して艦隊で攻撃を加える決定を下した。ということは、ライオン島は日本の領海に侵入していたか、限りなく接近していたことになる。ハナさんから先述の一報を受けたチエノ博士は、本部に出向いて長官と副長に出撃延期を訴える。しかし訴えは届かず海上警察艦隊はロボット戦艦の艦隊と交戦、敗北してしまった。
病院
「鉄の獅子の襲来」に登場。前述したサーベル弾の毒で倒れた海の王子が入院した、都内の病院。王子は面会謝絶の重体でありチマや博士も面会できなかったが、それは実は王子に頼まれた院長の仕掛けた偽装だった。冒頭で倒れたハナさん（実は空腹だった）が担ぎ込まれた病院と同一かは不明。
ロンドン
「恐竜帝国の決戦」に登場。アフリカで恐竜を見たという探検家スカンレーにインタビューするため、ハナさんが彼のアパートを訪ねる。しかし人間嫌いの偏屈を地で行くスカンレーに銃撃で追い払われてしまった。
アフリカ・コンゴ河流域
「恐竜帝国の決戦」に登場。ハナさんがスカンレーの証言を確かめようと、飛行機をチャーターして向かった場所。そこでハナさんは恐竜（恐竜戦車）を目撃。直後、恐竜の頭部から放たれた光線でパイロットが石化してしまったため、ハナさんはパラシュートで脱出した。
アデン
「恐竜帝国の決戦」に登場した、イエメンの都市。はやぶさ号の目の前で飛行機が墜落、それをきっかけに王子たちはアデン国際ホテルで国連調査団長シラベール博士と出会う。王子たちと調査団が共同作戦をとることになったため、チエノ博士ははやぶさ号を改造、マジックスキンを取り付ける。そして王子たちは街でスカンレーの手の込んだ誘導に乗り、彼を調査団に加えることになる。三日後、空港から調査団の大型飛行機とはやぶさ号が飛び立った。
バンサ市
「恐竜帝国の決戦」に登場。アフリカに潜入した王子たちが空港に着陸した都市。スピーカーでの呼びかけに誰も応じず、調べてみると恐竜の化石光線によって、人から犬からすべての住人が石のように固まっていた。その様子に恐慌や混乱がなく、食事など日常生活の風景のままだった。そして調査団は、火を吐く翼手竜（プテラノドン）の一団に襲われた。
ジャングル
「恐竜帝国の決戦」に登場。バンサ市を後にした一団がテントを張った場所。王子と見張りを交代したハナさんを、調査団のメンバー五人が襲撃。アフリカから帰るためにはやぶさ号を乗り逃げされてしまった。

## はやぶさ号
はやぶさ号とは海の王子たちが駆るロケット戦闘機であり、海底王国カインのザイル博士が開発した。後にチエノ博士らによっても幾度かの改造が施されている。
本来は潜水艇なのだが、翼を展開することで空を飛び、先端のドリルで地中を航行することも可能、あげく宇宙空間での行動も可能な万能の戦闘メカ。
基本的にメインパイロットを海の王子、サブパイロットをチマが務めるが、後述の自動操縦装置も装備されており、チエノ博士やハナさんでもある程度の操縦は可能。

### 基本スペック
乗り降りは基本的に潜水艦よろしく機体上部の丸いハッチからであるが、「恐竜帝国の決戦」から側面に扉が追加された。水中航行時にも外に出ることは可能だが、いわゆるエアロックの存在がはっきり描かれたのは「海神ポセイドンの謎」のみ。
座席は王子の乗る操縦席（左側）、チマの乗る副操縦席（右側）、そして後部にある無電席の3つ。定員は5名（「恐竜帝国の決戦」）。座席にシートベルトの類は装備されておらず、戦闘中に王子たちが投げ出される場面もしばしば見られた。また、予備の座席も確認できないため、王子兄妹の他に博士やハナさんなどが乗った時は、基本的に立ったままである。そんな状態でも戦闘ではアクロバット飛行や体当たりなどの激しい挙動をやってのける。さらに機体が垂直になった状態でも乗員は平然としている（「恐竜帝国の決戦」など）ため、床に人工重力などが働いているという推測も成り立つが不明。
操縦席にある操縦桿は車のステアリングを思わせる丸型。他に床から伸びたレバーが操縦席・副操縦席に数本あり、離陸や地中潜行などのときに使用する。戦闘中、基本的に王子は上下左右の挙動および攻撃を担当。チマは王子の号令に従い、攻撃、加速減速、その他特殊装備展開を担当。武器などの能力を使用するときは、前部コンソールパネルに並んだスイッチを押す。「砂漠の戦艦シーラカンス」の描写を見る限り、副操縦席からでも発進・離陸などある程度の操作は可能。
着陸・離陸は基本的に水平に行うが、ロケット機特有の加速時間の短さゆえ長い滑走路がなくても離陸できる。また、緊急時には後述する底面の第二ジェットで垂直離陸も可能。また、「まぼろしの流星」などでは宇宙ロケットよろしく機首を空に向けた状態で垂直に着陸する場面も見られた（この状態での乗り降りなどをいかにして行うか、描写はない）。
先述の通り空・海・地中・宇宙と戦う場所を選ばない他、ややイレギュラーな運用だが翼を収納した状態での地上走行も可能。ランディングギアなどの車輪は出さず、ロケット推進で地表を滑るように移動する。また、飛行に翼の揚力を必要としないロケット機なので、翼を収納した状態でもある程度の飛行は可能。「砂漠の戦艦シーラカンス」では、飛行戦闘中に翼を収納し、敵の攻撃をかわす技を披露した。
装甲は鋼鉄の数百倍（「黒いおおかみの挑戦」）もしくは1,000倍（「はやぶさ号を撃墜せよ」）の強度を持つ金属で作られており、10,000℃までの高温、120万ボルトの電圧に耐えるなどちょっとやそっとでは破壊されない地球最強のマシンである。それでも「チエノ光線」や「サーベル弾」など、機体を損傷させた兵器が劇中何度も登場した。また、装甲材には未知の元素や素材を使用しているというわけでもないようで、「同じ素材で寸分違わず再現した模型」を敵が制作して新兵器のテストをした場面が何度か見られた。
動力は原子炉で、50年分の燃料が封入されており（「はやぶさ号を撃墜せよ」）エネルギー切れはまず起こり得ない。ただし「黒いおおかみ」では損傷のため燃料漏れを起こし、「あと一時間しか飛べない」という危機に陥った。また、一度だけ緊急措置で通常の機関部の代わりにジェットエンジンを装備したが（「不死身のハイドラ」）、出力不足で飛ぶことができずに地上走行モードでの行動を余儀なくされた。その他内部には寝台やキッチンなど居住施設も完備されている。
最高速度は不明であるが、音速は軽く出せる。マッハ6で飛んでいたこともあるし（「はやぶさ号を撃墜せよ」）、王子が「光の速さで走れる」と発言したこともある（「赤いサソリの恐怖」）。また、単機で宇宙に飛び出したり（「砂漠の戦艦シーラカンス」）衛星軌道まで到達した場面がある（「怪人電光人間」）　ため、第二宇宙速度も出せる。
これほどの高性能機であるにも関わらず、セキュリティシステムの類は一切装備されていない。いわゆる「鍵をかける」レベルの防犯もできないらしく、「はやぶさ号を撃墜せよ」など、第三者にはやぶさ号を乗り逃げされてしまう場面が劇中何度も見られた。

### 武装
体当たり
はやぶさ号の代表的な必殺技と言えるのが、スピードと機体の頑丈さを生かした体当たりである。後の作品に見られるような、いわゆるバリアの類は一切使用せず、猛スピードで敵機体に突き刺さる。シリーズを通して数多くの敵を葬って来たが、効かない敵もまた多かった。「はやぶさ号を撃墜せよ」ではその威力が仇となり、「山を砕き谷をえぐり地球に食い込んで真っ二つに切り裂く（チエノ博士：談）」「飛ぶ凶器」と化してしまった。
魚雷
潜水艇であるはやぶさ号は、魚雷も装備している。「赤いサソリの恐怖」などで使用、主翼付け根の魚雷発射管から発射する。ただし劇中では敵の方が多く使用し、呼称・種類も「ロケット魚雷」や「水中ミサイル」「ミサイル魚雷」など種々雑多。
機銃
はやぶさ号の機首尖端部や翼の付け根に装備されているマシンガン。威力はそれほどでもないがザコ敵なら十分に一掃できる。「巨大ロボット・デビル」では体当たりが通用しなかったロボット・デビルを、砲身も焼けよという勢いのゼロ距離からの機銃一斉射撃で倒した。「小学三年生」連載版のリニューアルデザインでは風防下、左右両側に据え付けとなり、「まぼろし島の決戦」ではパーム博士救出に向かう王子をチマが射撃で援護した。
主翼砲
「海神ポセイドンの謎」で登場した、機銃のバリエーション。主翼先端から付け根まで両翼四門ずつ並んだ機銃を一斉発射する。また、名前の呼称はされなかったが、「鉄の獅子の襲来」でも同様の武器が登場した。
怪電波
「黒いおおかみの挑戦」で登場。針のような形状の機首尖端部から電波のようなものを発信し、水中にいる黒いおおかみ一味を翻弄、撤退させた。
針ねずみ砲
「海へび大帝の猛襲」から登場した、ザイル博士が開発した新兵器。機体のあちこちから砲身が飛び出し全方位射撃を行う。周囲の複数の敵を攻撃する他、機体に取り付いた敵に対する近距離・ゼロ距離攻撃にも使用できる。
針ねずみ砲両翼発射
「恐竜帝国の決戦」で登場した、針ねずみ砲のバリエーションその1。主翼付け根の両端に前後二門ずつ砲身を生やし、両側の敵を一度に攻撃する。
針ねずみ砲火炎放射器
「怪虫サタン」で登場した、針ねずみ砲のバリエーションその2。機体の中ほどの位置から、砲身を輪のように展開する。月面で遭遇した宇宙グモの大群を、巣ごと焼き払った。
氷結弾
「海へび大帝の猛襲」から登場した、ザイル博士が開発した特殊ミサイル。着弾すると辺り一面を凍結する。戦艦シードラゴンを足止めしたのを皮切りに、破壊しても再生するプテラノドン、物理攻撃が通じない魔神ハガルなど、難敵との戦いに度々使用された。海神ポセイドンにも使用されたが不発に終わった。
コバンザメ型魚雷
「海へび大帝の猛襲」に登場した、チエノ博士が開発した魚雷。コンソールのナンバー5のボタンで発射、コバンザメよろしく吸盤で敵に密着する。尖端がドリルになっており、対象に食い込んだ後に爆発する。海へび大帝の兵器・巨人ロボットR1号を破壊した。
X-M水雷
「海へび大帝の猛襲」に登場した、王子曰く「とっておきの新型水雷」。球状の本体からアンテナらしき突起が6本突き出ている。磁気らしき引力により多数の敵機を引きつけた後に大爆発する。海へび大帝の手下の小型潜航艇の大群を一度に片付けた。
うずまき魚雷
「赤いサソリの恐怖」に登場した、海中で使うことで強烈な渦巻きを発生させるミサイル。はやぶさ号に追いすがるサソリ豆タンクを破壊するために、至近距離で炸裂させた。その結果、敵の破壊には成功するが渦巻きの威力ではやぶさ号自体も浸水するなどの損傷を負ってしまった。
地雷（その1）
「赤いサソリの恐怖」から登場した、地面にバラ撒くタイプの地雷。信管らしきトゲトゲがいくつも付いた球体で、東京で取り残された少年を追い掛け回すサソリ豆タンクの大群を、煙幕との合わせ技で退治した。
はやぶさロケット
「赤いサソリの恐怖」に登場した、はやぶさ号を模した光速ロケットミサイル。サソリの兵器群に装備された放射能バリアを突破する方法を探っていたチエノ博士が「バリアは光の速さでなければ破れない→はやぶさ号は光の速さで走れる→小型のはやぶさ号を作ってロケットにする」という三段論法で開発した。本家はやぶさ号同様にロケットが体当たりして対象物を破壊するのであり、ロケットそのものは着弾時に爆発しない。チエノ博士の地下研究所で量産され、はやぶさ号やアトム連邦の戦闘機に多数搭載された。はやぶさ号以外の機体にも装備された数少ない兵器であり、機体から直接発射する運用以外に、ロケットを数基搭載したカプセルを射出、カプセルが破壊されるとロケットが一斉に射出されて敵を破壊する、という方法も取られた。
ミニ・はやぶさ号
「悪魔島ゴーレム」に登場した、はやぶさロケットに酷似した装備。悪魔島に海中から潜入しようとしたはやぶさ号が、チエノ博士の提案で偵察に射出したところ、コンブの密林にぶつかって消滅。これによって強力な熱線網があることが判明した。
クロス爆弾
「恐竜帝国の決戦」に登場した、球型爆弾。四方に信管が突き出ている。空中より複数投下、恐竜戦車の大群を次々に破壊した。
磁石爆弾
「海神ポセイドンの謎」に登場した武器。馬蹄型磁石らしきＵ字型の突起が付いた爆弾。アトランチスの潜水艇を追跡するはやぶさ号を襲うロボット水雷の群れに対し射出、水雷を磁石で引き寄せて爆破処理した。
プロペラカッター
「海神ポセイドンの謎」に登場した武器。機種突端部から刃が二本生え、レシプロ機のプロペラを思わせる形状に変化。はやぶさ号に取り付いたメルス艦の触手を回転で切り落とした。
ロケット弾（その1）
「海神ポセイドンの謎」に登場した武器。チエノ博士が対ポセイドン用に開発した必殺ミサイル。「自動的に相手の位置を探り出してぶつかる」すなわちレーダーが搭載されているため、幻に惑わされず見事ポセイドン本体を撃破した。さすがのチエノ博士も開発に手こずり「間に合わなくてはやぶさ号に乗りこんで続けた」ほど。なお、定義的には「ロケット弾」ではなく「ミサイル」（誘導装置が付いている）なのだが、全編通してこれらの兵器は多くの場面で「ロケット弾」と呼称されている。
パンチユニット
「怪虫サタン」に登場した武器。コンソールのＰボタンを押すと作動する。先端に大きな球体が付いたアームが機体上部（コクピットの真上）から生えてきて、はやぶさ号に噛み付いてきた宇宙グモを連続パンチで撃退した。
地雷（その2）
「怪虫サタン」に登場した武器。先述した地雷その1とは異なる形状で、トゲ付き球体の後部にロケットエンジンがついている。月面の地面にばらまくと地中に潜って地雷原を形成する。怪虫サタンに対する基地防衛の一環として使用されたが、全く効果がなかった。
ミサイル弾頭
「砂漠の戦艦シーラカンス」に登場した武器。はやぶさ号の機首、コクピットのすぐ前から先端がそのまま切り離されて飛んでいく。戦艦シーラカンスを一撃で粉々に破壊した強力な弾頭。なお、使用したあとのはやぶさ号は次の場面では何事もなかったかのように新しい機首が出現していた。
親子ミサイル
「カメレオン4D」に登場した武器。密集するカメレオン艦隊に対して「こっちも爆弾をひとまとめにする」と繰り出した。機種突端部から発射する大型ミサイル（親）一基と、主翼付け根部から発射する小型ミサイル（子）四基が、空中で合体。敵艦隊の中心点で爆発して多数を殲滅した。いわゆる通常言う「大型ミサイルから多数の小型ミサイルが発射される」マイクロミサイルとは異なる。
ロケット弾（その2）
「海の王子の復活」に登場した武器。地球を襲うホレー彗星軍の旗艦「ビッグ・アイ」に対して使用するも通用しなかった。画面上は機銃攻撃に見えるのだが、王子は「ロケット弾」と言っている。
磁気機雷
「プロトンの海底都市」に登場した武器。多数の突起が付いた球状の機雷で、磁力で標的に吸い付いて爆発する。プロトンのエイ型潜水艦を沈めた。
放熱スクリーン
「巨大ロボット・デビル」に登場した武器。はやぶさ号の機体表面から高熱を発する。ロボット・デビルに捕まえられた際の脱出に使用した。
ネーバ・ネバア魚雷
「悪魔島ゴーレム」に登場した特殊魚雷。平たく言えばトリモチ弾で、魚の群れを襲う大ザメの口を塞いでしまった。
モグラ魚雷
「悪魔島ゴーレム」に登場した武器。地中潜行中のはやぶさ号が使用した、ドリル付きミサイル。悪魔島の要塞を真下から攻撃、爆破した。
誘導弾
「まぼろし島の決戦」に登場した、「光をたどって命中するゆうどう弾」。現代風に言うなら「光源探知ミサイル」で、霧の中に幻を映し出す映写機を破壊した。
ナパーム弾
「魔神ハガル」に登場した武器。はやぶさ号を襲撃したハガルに対して使用されたが、全く効果がなかった。

### 武器以外の基本・特殊装備など
メーター安全器
「黒いおおかみの挑戦」で登場。コクピット正面上部についている丸型の機械で、何らかの危険が予測されるとき、アラームで知らせる装置。危険の内容までは知らせてくれない。はやぶさ号がおおかみ島に近づいたときに作動したため、王子は「見えない光線でも出してるのかも」と撤退した。以降の話では、もっぱらレーダーが敵などを察知してアラームを鳴らす場面が見られた。
水中スクーター
「黒いおおかみの挑戦」で登場。筒状の本体にハンドルとスクリューが付いた機械で、つかまって水中を高速移動する。海中のはやぶさ号で待機していたチマが王子を探しに使用した。黒いおおかみ一味もサメをかたどった類似のマシンを使用していた。現代では同様の装置が実用化され、レジャーに活躍している。
アクアラング・水中用装備
海の王子兄妹は海底人だが、水中で呼吸できるわけではないのでアクアラングなどの装備を必要とする。「黒いおおかみ」の前半では、顔に半球形の透明なドームのようなものをかぶせただけの状態で水中に出ていた。ラストではやぶさ号が損傷したときに機内の酸素が足りなくなり、酸素マスクとボンベを取り出した。「海へび大帝」でカイン王国を捜索した際には、先述のドームに酸素ボンベとチューブを足したような潜水具が登場。王子たちのコスチュームは気密性・水密性に優れているらしく、「怪虫サタン」でもいつものコスチュームの上に宇宙ヘルメットをかぶせただけの状態で月面に出ていた。「魔神ハガル」では池に落下した王子が、手のひらサイズの酸素ボンベを口にくわえて水中を捜索した。
人間魚雷
「海へび大帝の猛襲」から登場した特殊装備。名称だけ聞くと「回天」のような特攻兵器を思わせるが、これは爆発しない魚雷。劇中では中に王子が乗り込んで海へび大帝の基地に撃ち込まれ、不発弾を装って潜入に成功した。後に「不死身のハイドラ」では、最終作戦の前にチエノ博士とハナさんを脱出させるのに使用された。
自動操縦装置
「赤いサソリの恐怖」から登場した、はやぶさ号の基本装備。サソリの麻酔電波を浴びた王子が、墜落を避けるために作動させた。パイロットが気絶などで操縦不能に陥った際、安全な場所に不時着させるための装置なのだが、エンジン停止状態からでもボタン一つで作動させられるため「はやぶさ号を撃墜せよ」では暴走して予想外の惨事を引き起こした。その反省からなのか、「空飛ぶナマズ」ではチエノ博士の研究所のガレージに着陸するように設定されていた。
修理用バーナー
「赤いサソリの恐怖」で登場。豆タンクとの戦闘で損傷したはやぶさ号を修理するために王子が使用。
ドリル
「赤いサソリの恐怖」で登場。地中潜行時に機首の突起部分がドリルに変形、地面を掘って進む。この変形を描写したのは「赤いサソリ」のみで、以降の話では通常の機首の形のまま地面に潜っている。
断熱装置
吸引装置
反射鏡
マジックスキン
はやぶさ号を自在に変形する特殊な液体で包むことで、動物でも岩石でも任意の物体に擬態できる特殊兵装。使い勝手が良いためか多用された。
マニピュレーター
防磁装置
第二ジェット
予備翼
無線操縦装置
磁石柱
トレーラー・ロケット
連結器
重量メーター
磁力線
次元テレビ
前部ジェット
救命ロープ
練習用はやぶさ号
絶縁材
反射アンテナ
はやぶさ号型風船
磁力アンテナ
自動撮影カメラ

## 悪の組織や対戦相手のマシン・兵器類
サメ型スクーター
Z1号
黒いおおかみの最初の旗艦。並の爆雷には耐えられる。
ロボット魚
Z2号
協力を強いられたチエノ博士が開発した、はやぶさ号も溶かすチエノ光線の発射機を装備している。
海龍戦艦(シー・ドラゴン)
海へび大帝一味の母艦。締め付け攻撃ははやぶさ号をも破壊しうる威力がある。
恐竜戦車
様々な恐竜を模した、恐竜帝国の主戦力。足で進むが、こう呼ばれる。
翼手竜（プテラノドン）
恐竜帝国の無人の航空戦力。粉砕されても復元する。
怪虫サタン
昆虫型宇宙人の三葉虫のような母艦、怪虫戦車を格納する。大きいだけでなく、頑強で再生機能まである最強クラスの難敵。
戦艦シーラカンス
ピラニア国最大の戦力。エネルギー0装置やマグナ磁力線装置といった恐るべき装備を誇る。

## その他劇中に登場した乗り物・メカニック・小道具など
ウラン鉱
「黒いおおかみの挑戦」に登場。物語開幕時、後述の太陽丸で日本に運び込まれたウラン鉱石。警告灯付きの頑丈な箱に収められている。チエノ博士曰く「日本の産業にたいへん役立ちます」という重要なものだが、黒いおおかみ一味に強奪されてしまった。しかし、王子たちの活躍で奪い返され、無事にチエノ博士の元に届けられた。そのとき箱に付いていた名刺から、博士は海の王子の存在を知ることになる。
太陽丸
「黒いおおかみの挑戦」に登場。ウラン鉱を積んで東京湾に入港した貨物船。出迎えの群衆とテレビ中継の目の前で、ウラン鉱を狙う黒いおおかみ一味に爆破されてしまった。
眠りガス入り万年筆
食鉄虫
チエノ博士が対鉄の獅子のために開発した秘密兵器。金属であれば何でも消滅させてしまうロボットの天敵ともいえる兵器で、鉄の獅子を大いに狼狽させた。
アトムガン
稲妻状の光線を放つ。海の王子がピラニア国の巨大メカに使用したが、効果はなかった。

## 掲載誌
- 週刊少年サンデー：1959年創刊号 - 1961年14号、1964年14・20・21号
- 別冊少年サンデー：1960年春季号・夏休み号・秋の増刊号、1961年正月号・夏休み号、1962年正月号・夏休み号、1964年夏休み号
- 小学館の学年別学習雑誌
  - 小学三年生：1964年8月号 - 1965年3月号付録
  - 小学四年生：1963年9月号付録、1965年4月号付録

## コミックス
- 集英社「海の王子」（全6巻）
- 朝日ソノラマ・サンコミックス「海の王子」（全2巻）
- 中央公論社・藤子不二雄ランド「海の王子」（全5巻）

以上、2010年現在全て絶版。
- 小学館・藤子・F・不二雄大全集「海の王子」（全3巻）